# Quaternion
« Quaternions » redirige ici. Pour le groupe Q8, voir Groupe des quaternions.

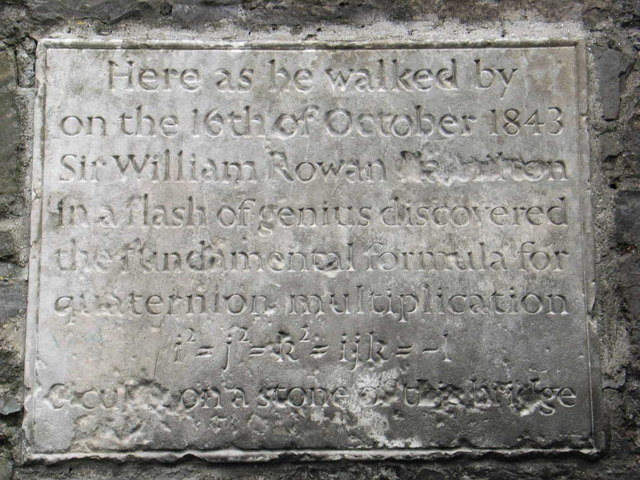
Plaque commémorative de la naissance des quaternions sur le pont de Broom (Dublin).
Ici, le 16 octobre 1843, alors qu'il se promenait, Sir William Rowan Hamilton découvrit dans un éclair de génie la formule fondamentale sur la multiplication des quaternions
i = j = k = ijk = –1
et la grava sur une pierre du pont.

En mathématiques, un quaternion est un nombre dans un sens généralisé. Les quaternions englobent les nombres réels et complexes dans un système de nombres plus vaste où la multiplication n'est cette fois-ci plus une loi commutative. Les quaternions furent introduits par le mathématicien irlandais William Rowan Hamilton en 1843,. Ils trouvent aujourd'hui des applications en mathématiques, en physique, en informatique et en sciences de l'ingénieur.

Les quaternions sont ainsi le premier exemple de nombres hypercomplexes. D'après le théorème de Frobenius ce sont aussi les derniers, au sens où  il n'existe pas de système de nombres plus général à moins de renoncer à l'associativité de la multiplication. Mathématiquement, l'ensemble des quaternions {\displaystyle \mathbb {H} } est une algèbre associative unifère sur le corps des nombres réels {\textstyle \mathbb {R} } engendrée par trois éléments {\displaystyle i}, {\displaystyle j} et {\displaystyle k} satisfaisant les relations quaternioniques :
C'est une algèbre à division : tout quaternion non nul admet un inverse. La multiplication des quaternions n'étant pas commutative, {\displaystyle \mathbb {H} } est le premier exemple de corps non commutatif.
Dans une publication sur les octonions, le mathématicien John Baez rappelle une perte progressive de propriétés : les réels sont complets et ordonnés, les complexes ne sont pas ordonnés, mais se comportent « algébriquement bien », les quaternions ne sont plus commutatifs, et les octonions ne sont même plus associatifs.

## Histoire
Les quaternions furent « découverts » par Hamilton en 1843. D'importants précurseurs de ses travaux sont l'identité des quatre carrés d'Euler (1748) et la formule d'Euler-Rodrigues (1840). Gauss « découvrit » également les quaternions en 1819, mais ses travaux ne furent publiés qu'en 1900.
Hamilton savait que les nombres complexes pouvaient être représentés dans le plan à deux dimensions, et il chercha longtemps une opération dans l'espace à trois dimensions qui généraliserait la multiplication complexe. Frobenius montrera en 1877 que cette recherche était vaine, il fallait introduire une dimension supplémentaire. D'après les dires de Hamilton, l'étincelle se produisit le 16 octobre 1843, alors qu'il marchait le long du Royal Canal à Dublin en compagnie de son épouse. La solution lui vint à l'esprit sous la forme des relations : {\displaystyle i^{2}=j^{2}=k^{2}=ijk=-1}. Il grava cette formule dans une pierre du pont de Brougham. Cette inscription, aujourd'hui effacée par le temps, est remplacée par une plaque à sa mémoire. Il donna leur nom aux quaternions et consacra le restant de sa vie à les étudier et à les diffuser.
Dans le sillage de Hamilton, d'autres « nombres » comme les octonions furent découverts, qualifiés de nombres hypercomplexes. Les quaternions et autres hypercomplexes furent toutefois délaissés au profit de l'analyse vectorielle à la fin du XIXe siècle. Ils ont connu un regain d'intérêt depuis la fin du XXe siècle, notamment dans certaines sciences de l'ingénieur en raison de la représentation qu'ils offrent des rotations spatiales, qui évite de s'encombrer de matrices.

## Définition
| × | 1 | i  | j  | k  |
| - | - | -- | -- | -- |
| 1 | 1 | i  | j  | k  |
| i | i | −1 | k  | −j |
| j | j | −k | −1 | i  |
| k | k | j  | −i | −1 |

L'ensemble {\displaystyle \mathbb {H} } des quaternions peut être décrit comme l'algèbre associative unifère sur le corps des nombres réels {\displaystyle \mathbb {R} } engendrée par trois éléments {\displaystyle i}, {\displaystyle j} et {\displaystyle k} satisfaisant les relations quaternioniques {\displaystyle i^{2}=j^{2}=k^{2}=ijk=-1}.

Diagramme du cycle des quaternions lors du produit entre imaginaires purs.

Concrètement, tout quaternion {\textstyle q} s'écrit de manière unique sous la forme {\displaystyle q=a+bi+cj+dk} où {\displaystyle a}, {\displaystyle b}, {\displaystyle c}, et {\displaystyle d} sont des nombres réels et {\displaystyle i}, {\displaystyle j} et {\displaystyle k} sont trois symboles.
Les quaternions s'ajoutent et se multiplient comme d'autres nombres (associativité de la multiplication et de l'addition, distributivité de la multiplication sur l'addition, etc.), en prenant garde à ne pas s'autoriser de changer l'ordre des facteurs dans un produit (la multiplication n'est pas commutative), sauf pour un facteur réel. Lorsque des produits des symboles {\displaystyle i}, {\displaystyle j} et {\displaystyle k} sont rencontrés, ils sont remplacés par leurs valeurs :
{\displaystyle {\begin{alignedat}{4}i^{2}&=-1,&\qquad ij&=k,&\qquad ji&=-k,\\j^{2}&=-1,&\qquad jk&=i,&kj&=-i,\\k^{2}&=-1,&\qquad ki&=j,&ik&=-j,\end{alignedat}}}
La formule {\displaystyle i^{2}=j^{2}=k^{2}=ijk=-1} condense toutes ces relations.
Par exemple, multiplions les quaternions {\displaystyle q_{1}=3i-k} et {\displaystyle q_{2}=2+j+k} :
{\displaystyle {\begin{aligned}q_{1}\,q_{2}&=(3i-k)(2+j+k)\\&=3i(2+j+k)-k(2+j+k)\\&=6i+3ij+3ik-2k-kj-k^{2}\\&=6i+3k-3j-2k+i+1\\&=1+7i-3j+k\,.\end{aligned}}}
alors que:
{\displaystyle {\begin{aligned}q_{2}\,q_{1}&=(2+j+k)(3i-k)\\&=2(3i-k)+j(3i-k)+k(3i-k)\\&=6i-2k+3ji-jk+3ki-k^{2}\\&=6i-2k-3k-i+3j+1\\&=1+5i+3j-5k\,.\end{aligned}}}
En tant qu'espace vectoriel réel, {\displaystyle \mathbb {H} } est canoniquement isomorphe à {\displaystyle \mathbb {R} ^{4}}, une base de {\displaystyle \mathbb {H} } étant donnée par le quadruplet {\displaystyle (1,i,j,k)}.
Comme toute algèbre unitaire, {\displaystyle \mathbb {H} } contient le corps de base {\displaystyle \mathbb {R} } dans son centre ; il y a en fait égalité des deux : les réels sont les uniques quaternions qui commutent avec tous les autres. {\displaystyle \mathbb {H} } contient également le corps des complexes {\displaystyle \mathbb {C} } : l'expression {\displaystyle z=a+bi} peut désigner indifféremment un nombre complexe ou un quaternion (c'est une manière commode de représenter le fait qu'il existe un unique morphisme d'algèbres {\displaystyle \mathbb {C} \hookrightarrow \mathbb {H} } qui envoie le nombre complexe usuellement noté {\displaystyle i} sur le quaternion {\displaystyle i}). En particulier {\displaystyle \mathbb {H} } est naturellement un {\displaystyle \mathbb {C} }-espace vectoriel de dimension 2. En tant qu'algèbre, {\displaystyle \mathbb {H} } peut être représentée comme une sous-algèbre des algèbres de matrices {\displaystyle {\mathcal {M}}_{4}(\mathbb {R} )} et {\displaystyle {\mathcal {M}}_{2}(\mathbb {C} )} (voir plus bas).
À l'instar de tout nombre réel ou complexe non nul, tout quaternion non nul admet un inverse (unique, nécessairement). {\displaystyle \mathbb {H} } est donc un corps non commutatif, en l'occurrence une {\displaystyle \mathbb {R} }-algèbre à division. Le théorème de Frobenius assure que c'est l'unique {\displaystyle \mathbb {R} }-algèbre à division de dimension finie associative et unifère hormis le corps des nombres réels {\displaystyle \mathbb {R} } et le corps des nombres complexes {\displaystyle \mathbb {C} }. Si l'on autorise la perte de l'associativité de la multiplication, on trouve également l'algèbre des octonions.

## Parties réelle et imaginaire, conjugaison, norme et inverse
Soit {\displaystyle q=a+bi+cj+dk} un quaternion (où {\displaystyle a}, {\displaystyle b}, {\displaystyle c}, et {\displaystyle d} sont des nombres réels).
Le nombre réel {\displaystyle a} est appelé partie réelle (ou scalaire) de {\displaystyle q} et est noté {\displaystyle \operatorname {Re} (q)}. Le quaternion {\displaystyle bi+cj+dk}, qualifié d'imaginaire pur, est appelé partie imaginaire (ou vectorielle) de {\displaystyle q} et est noté {\displaystyle \operatorname {Im} (q)}. On peut donc écrire {\displaystyle q=\operatorname {Re} (q)+\operatorname {Im} (q)}.
Le quaternion {\displaystyle \operatorname {Re} (q)-\operatorname {Im} (q)} est appelé conjugué (quaternionique) de {\displaystyle q} et est noté {\displaystyle {\overline {q}}} (d'autres notations sont utilisées, par exemple {\displaystyle q^{*}} et {\displaystyle q^{t}}). La conjugaison quaternionique {\displaystyle q\mapsto {\overline {q}}} est un antiautomorphisme involutif de {\displaystyle \mathbb {H} } : elle est {\displaystyle \mathbb {R} }-linéaire, involutive, et renverse les produits : on a toujours {\displaystyle {\overline {q_{1}\,q_{2}}}={\overline {q_{2}}}\,\,{\overline {q_{1}}}}.
Le nombre réel positif {\displaystyle \Vert q\Vert } défini par {\displaystyle \Vert q\Vert ^{2}=a^{2}+b^{2}+c^{2}+d^{2}=q\,{\overline {q}}} est appelé norme de {\displaystyle q}. C'est la norme euclidienne associée au produit scalaire usuel sur {\displaystyle \mathbb {R} ^{4}}. Les propriétés de la conjugaison quaternionique rendent cette norme multiplicative : on a toujours {\displaystyle \Vert q_{1}\,q_{2}\Vert =\Vert q_{1}\Vert \,\Vert q_{2}\Vert }.
Tout quaternion non nul {\displaystyle q} admet un inverse (unique) donné par {\displaystyle q^{-1}={\frac {1}{\Vert q\Vert ^{2}}}{\overline {q}}}. Cela permet la division d'un quaternion {\displaystyle q_{1}} par un quaternion non nul {\displaystyle q_{2}}, mais cette division peut être effectuée à gauche ou à droite (en ne produisant pas le même résultat en général) : {\displaystyle {q_{2}}^{-1}\,q_{1}} ou {\displaystyle q_{1}\,{q_{2}}^{-1}}. Pour cette raison la notation {\displaystyle {\frac {q_{1}}{q_{2}}}} est ambiguë et ne doit pas être utilisée.

## Représentations matricielles
De même qu'il est possible d'associer à un nombre complexe {\displaystyle z=a+ib\,} la matrice {\displaystyle {\begin{pmatrix}a&-b\\b&a\end{pmatrix}}\,}, on peut associer des matrices aux quaternions. Il y a deux manières standard de le faire, la première est d'utiliser des matrices réelles de dimension 4×4, la seconde des matrices complexes de dimension 2×2. Ces associations permettent respectivement d'identifier {\displaystyle \mathbb {H} } comme une sous-algèbre de {\displaystyle {\mathcal {M}}_{4}(\mathbb {R} )} et {\displaystyle {\mathcal {M}}_{2}(\mathbb {C} )}.

### Représentation des quaternions comme matrices 4×4 de nombres réels
Faisons agir {\displaystyle \mathbb {H} } sur lui-même par multiplication à gauche. Cette action est {\displaystyle \mathbb {R} }-linéaire et fidèle, elle définit donc un morphisme d'algèbres injectif {\displaystyle \mathbb {H} \hookrightarrow \operatorname {End} _{\mathbb {R} }(\mathbb {H} )\approx {\mathcal {M}}_{4}(\mathbb {R} ).} La matrice associée au quaternion {\displaystyle q=a+bi+cj+dk\,} est la matrice suivante {\displaystyle {\begin{pmatrix}\quad a&\quad -b&\quad -c&\quad -d\\\quad b&\quad a&\quad -d&\quad c\\\quad c&\quad d&\quad a&\quad -b\\\quad d&\quad -c&\quad b&\quad a\end{pmatrix}}\,}

### Représentation des quaternions comme matrices 2×2 de nombres complexes
Choisir la base {\displaystyle (1,j)} de {\displaystyle \mathbb {H} } en tant que {\displaystyle \mathbb {C} }-espace vectoriel permet d'identifier {\displaystyle \mathbb {H} } à {\displaystyle \mathbb {C} ^{2}}. Pour des raisons de non-commutativité, il est préférable ici de considérer {\displaystyle \mathbb {H} } comme un {\displaystyle \mathbb {C} }-espace vectoriel à droite. Ainsi le quaternion {\displaystyle q=a+bi+cj+dk\,} est identifié au couple {\displaystyle (z_{1},z_{2})\in \mathbb {C} ^{2}} tel que {\displaystyle q=z_{1}+jz_{2}}, à savoir {\displaystyle z_{1}=a+bi} et {\displaystyle z_{2}=c-di}.
Faisons agir {\displaystyle \mathbb {H} } sur {\displaystyle \mathbb {H} \approx \mathbb {C} ^{2}} par multiplication à gauche. Cette action est {\displaystyle \mathbb {C} }-linéaire (ce qui ne serait pas le cas si on considérait {\displaystyle \mathbb {H} } comme un  {\displaystyle \mathbb {C} }-espace vectoriel à gauche). Elle est également fidèle, donc définit un morphisme d'algèbres injectif {\displaystyle \mathbb {H} \hookrightarrow \operatorname {End} _{\mathbb {C} }(\mathbb {H} )\approx {\mathcal {M}}_{2}(\mathbb {C} ).} La matrice associée au quaternion {\displaystyle q=a+bi+cj+dk\,} est la matrice :{\displaystyle M_{q}={\begin{pmatrix}a+ib&-c-di\\c-di&a-ib\end{pmatrix}}}
soit encore {\displaystyle M_{q}=a\mathbf {1} +bI+cJ+dK}, où les matrices {\displaystyle \mathbf {1} ={\begin{pmatrix}1&0\\0&1\end{pmatrix}}}, {\displaystyle I={\begin{pmatrix}i&0\\0&-i\end{pmatrix}}}, {\displaystyle J={\begin{pmatrix}0&-1\\1&0\end{pmatrix}}} et {\displaystyle K={\begin{pmatrix}0&-i\\-i&0\end{pmatrix}}} sont les matrices complexes associées aux quaternions {\displaystyle 1}, {\displaystyle i}, {\displaystyle j} et {\displaystyle k} respectivement. Ces matrices sont étroitement liées aux matrices de Pauli en physique quantique.

## Quaternions unitaires et forme polaire
Les quaternions unitaires sont, par définition, les quaternions de norme 1.

### Forme polaire
Tout quaternion non nul {\displaystyle q} peut s'écrire de manière unique sous la forme {\displaystyle q=\rho \,u}, où {\displaystyle \rho =\Vert q\Vert } est un nombre réel strictement positif et {\displaystyle u={\frac {1}{\Vert q\Vert }}q} est un quaternion unitaire.
De manière analogue aux nombres complexes de module 1, tout quaternion unitaire {\displaystyle u} peut s'écrire sous la forme {\displaystyle u=e^{\theta s}=\cos(\theta )+\sin(\theta )s}, où {\displaystyle \theta } est un nombre réel et {\displaystyle s} est un quaternion unitaire imaginaire pur. La notation {\displaystyle e^{\theta s}} peut être considérée comme une simple notation désignant le quaternion {\displaystyle \cos(\theta )+\sin(\theta )s}, mais on peut définir la fonction exponentielle dans les quaternions par la série exponentielle usuelle.
Finalement, tout quaternion s'écrit sous la forme {\displaystyle q=\rho e^{\theta s}=\rho \left(\cos(\theta )+\sin(\theta )s\right)}, où {\displaystyle \rho =\Vert q\Vert } est un nombre réel positif, {\displaystyle \theta } est un nombre réel et {\displaystyle s} est un quaternion unitaire imaginaire pur. On peut noter que la décomposition de l'argument quaternionique {\displaystyle \theta s \over i} n'est pas unique, à moins d'imposer par exemple {\displaystyle \Vert s\Vert =1} (donc de le choisir sur la sphère unitaire à partie réelle nulle, c'est-à-dire ni 1 ni -1) et d'imposer de choisir le réel {\displaystyle \theta } dans un intervalle semi-ouvert de largeur {\displaystyle 2\pi }).
Notamment, on reconnait l'identité d'Euler dans cette écriture du quaternion {\displaystyle -1=e^{\pi i}}, où la décomposition donne le module unique {\displaystyle \rho =1} et l'argument complexe {\displaystyle {\theta s \over i}=\pi } se décompose par exemple en {\displaystyle \theta =1,s=\pi i}, mais seulement en {\displaystyle \theta =\pi ,s=i} si on impose {\displaystyle s} unitaire et {\displaystyle \theta } par exemple dans {\displaystyle ]-\pi ,\pi ]}.

### Le groupe Sp(1)
Les quaternions unitaires forment un groupe multiplicatif (sous-groupe de {\displaystyle \mathbb {H} ^{\times }=\mathbb {H} \setminus \{0\}}). C'est un groupe de Lie noté {\displaystyle \operatorname {Sp} (1)}.
Topologiquement, {\displaystyle \operatorname {Sp} (1)} est la sphère de dimension 3 {\displaystyle S^{3}} puisqu'il s'agit de la sphère unité dans {\displaystyle (\mathbb {H} ,\Vert \cdot \Vert )\approx \mathbb {R} ^{4}.}
L'action de {\displaystyle \operatorname {Sp} (1)} par multiplication à gauche sur {\displaystyle \mathbb {H} } représente tous les automorphismes de {\displaystyle \mathbb {H} } en tant que {\displaystyle \mathbb {H} }-espace vectoriel à droite de dimension 1 qui sont des isométries, pour cette raison {\displaystyle \operatorname {Sp} (1)} peut être appelé groupe hyperunitaire de rang 1 et peut également être noté {\displaystyle \operatorname {U} (1,\mathbb {H} )}.
Plus bas il est expliqué que {\displaystyle \operatorname {Sp} (1)} est un revêtement double du groupe spécial orthogonal {\displaystyle \operatorname {SO} (3)}, ce qui montre en particulier que {\displaystyle \operatorname {SO} (3)} a pour groupe fondamental {\displaystyle \mathbb {Z} /2\mathbb {Z} } et revêtement universel {\displaystyle \operatorname {Sp} (1)\approx S^{3}}. {\displaystyle \operatorname {Sp} (1)} est donc également le groupe spinoriel {\displaystyle \operatorname {Spin} (3)}.
Par ailleurs, l'identification de {\displaystyle \mathbb {H} } comme une sous-algèbre de {\displaystyle {\mathcal {M}}_{2}(\mathbb {C} )} identifie {\displaystyle \operatorname {Sp} (1)} au groupe spécial unitaire {\displaystyle \operatorname {SU} (2)}.

## Quaternions et géométrie de R3

### Parties scalaire et vectorielle, produit de Hamilton
Notons {\displaystyle \operatorname {Im} \mathbb {H} } l'ensemble des quaternions imaginaires purs, de sorte que {\displaystyle \mathbb {H} =\mathbb {R} \oplus \operatorname {Im} \mathbb {H} }. Muni de la base {\displaystyle (i,j,k)} et de la norme euclidienne induite, {\displaystyle \operatorname {Im} \mathbb {H} } est un espace euclidien de dimension 3 canoniquement isomorphe à {\displaystyle \mathbb {R} ^{3}}. Sous cet isomorphisme, un vecteur {\displaystyle {\vec {v}}\in \mathbb {R} ^{3}=(b,c,d)} est identifié au quaternion imaginaire pur {\displaystyle bi+cj+dk\in \operatorname {Im} \mathbb {H} } et on peut s'autoriser à noter le quaternion {\displaystyle q=a+bi+cj+dk\,} comme {\displaystyle q=a+{\vec {v}}}. Lorsque cette notation est utilisée, il est usuel d'appeler {\displaystyle a} la partie scalaire de {\displaystyle q} et {\displaystyle {\vec {v}}} sa partie vectorielle.
Le produit de Hamilton (c'est à-dire le produit de quaternions) de {\displaystyle q_{1}=a_{1}+{\vec {v_{1}}}} et {\displaystyle q_{2}=a_{2}+{\vec {v_{2}}}} est alors donné par :{\displaystyle q_{1}q_{2}=(a_{1}+{\vec {v_{1}}})(a_{2}+{\vec {v_{2}}})=a+{\vec {v}}}où :{\displaystyle a=a_{1}a_{2}-{\vec {v_{1}}}\cdot {\vec {v_{2}}}\qquad \mathrm {et} \qquad {\vec {v}}=a_{1}{\vec {v_{2}}}+a_{2}{\vec {v_{1}}}+{\vec {v_{1}}}\wedge {\vec {v_{2}}}\,.}Ici {\displaystyle {\vec {v_{1}}}\cdot {\vec {v_{2}}}} dénote le produit scalaire dans {\displaystyle \mathbb {R} ^{3}} et {\displaystyle {\vec {v_{1}}}\wedge {\vec {v_{2}}}} le produit vectoriel. En particulier (prendre {\displaystyle a_{1}=a_{2}=0}), le produit scalaire et le produit vectoriel de deux vecteurs dans {\displaystyle \mathbb {R} ^{3}} peuvent être "récupérés" respectivement comme la partie scalaire (au signe près) et la partie vectorielle de leur produit de Hamilton.

### Quaternions unitaires et rotations spatiales
Considérons l'action de {\displaystyle \operatorname {Sp} (1)} sur {\displaystyle \mathbb {H} } par conjugaison : l'action d'un quaternion {\displaystyle u\in \operatorname {Sp} (1)} est donnée par {\displaystyle q\in \mathbb {H} \mapsto c_{u}(q):=uqu^{-1}}. Cette action préserve la décomposition {\displaystyle \mathbb {H} =\mathbb {R} \oplus \operatorname {Im} \mathbb {H} }. Le noyau de l'action est l'intersection de {\displaystyle \operatorname {Sp} (1)} avec le centre de {\displaystyle \mathbb {H} } (qui est {\displaystyle \mathbb {R} }), à savoir {\displaystyle \{\pm 1\}}. De plus, cette action est isométrique par multiplicativité de la norme, et on peut vérifier qu'elle préserve l'orientation. L'action induite sur {\displaystyle \operatorname {Im} \mathbb {H} \approx \mathbb {R} ^{3}} définit donc un morphisme de groupes {\displaystyle {\begin{aligned}c\colon \operatorname {Sp} (1)&\to SO(\operatorname {Im} \mathbb {H} )\approx SO(3)\\u&\mapsto (c_{u}:q\mapsto uqu^{-1})\end{aligned}}}dont le noyau est {\displaystyle \{\pm 1\}}. Il n'est pas difficile de vérifier que si on note {\displaystyle u\in \operatorname {Sp} (1)} sous forme polaire {\displaystyle u=e^{\theta s}=\cos(\theta )+\sin(\theta )s}, alors {\displaystyle c_{u}} est la rotation d'axe dirigé (et orienté) par {\displaystyle s} et d'angle {\displaystyle 2\theta }. En particulier, le morphisme {\displaystyle c:\operatorname {Sp} (1)\to \operatorname {SO} (3)} est surjectif, donc induit un isomorphisme {\displaystyle \operatorname {Sp} (1)/\{\pm 1\}{\stackrel {\sim }{\to }}\operatorname {SO} (3)}.

## Applications

### En sciences de l'ingénieur
Les quaternions et autres hypercomplexes furent délaissés au profit de l'analyse vectorielle à partir de la fin du XIXe siècle. Ils ont connu un regain d'intérêt depuis la fin du XXe siècle pour le calcul dans l'espace à trois dimensions, surtout en raison de la représentation qu'ils offrent des rotations spatiales. Celle-ci est plus performante d'un point de vue calculatoire que les représentations matricielles (car plus compacte, efficace et numériquement stable), et n'a pas l'inconvénient du blocage de cardan des angles d'Euler. Elle donne également un moyen commode de calculer une interpolation entre deux rotations (en suivant une géodésique sur {\displaystyle S^{3}}).
Ils sont utilisés notamment en infographie, robotique, théorie du contrôle, traitement du signal, dynamique moléculaire, mécanique spatiale, théorie de la commande. Par exemple, il est fréquent que les systèmes de commande de déplacement d'un vaisseau spatial soient régis en termes de quaternions.

### En physique
En physique, les quaternions apparaissent en cristallographie, en mécanique quantique et en cosmologie.

### En mathématiques
En mathématiques, ils trouvent des applications notamment en théorie des nombres et en géométrie différentielle.